# Phyllophaga
Phyllophaga és un gènere de coleòpters escarabeids de la subfamília Melolonthinae.
Les larves de diverses espècies del gènere Phyllophaga mengen les arrels de plantes, i són responsables de danys importants en l'agricultura d'Amèrica. En la seva forma adulta, l'escarabat fa de 12 fins a 35 mil·límetres, té un color negrós o marró vermellós sense taques notables. Aquests escarabats són nocturns, i són atrets per la claror en grans nombres. El nom genèric deriva dels mots grecs phyllon (φυλλον), que significa 'fulla', i fagos (φαγος), 'menjador', amb una terminació plural.

## Cicle biològic
El cicle de vida dura aproximadament un any. A mitjan estiu i durant un període d'aproximadament dues setmanes, les femelles posen 60 a 75 ous en boles de fang sota terra. La forma de l'ou en un primer moment és el·líptica (1,5 mm per 2,1 mm), però es fa més esfèrica com la larva es desenvolupa a l'interior. El període d'incubació dels ous és divuit dies.
Les larves nounades tenen vuit mil·límetres de llarg i creixen fins a una longitud d'aproximadament 40 mm. Tenen el cos blanc, amb un cap de color marró-negre, i espiracles de color marró en tots dos costats del seu cos. Muda dues vegades abans de l'hivern. La tercera etapa larval dura gairebé nou mesos, després de la qual esdevé pupa. Passen l'hivern com a larves, que poden arribar a ser actives en els dies càlids de l'hivern. Augmenten l'activitat en la primavera. A la nit, les larves es poden trobar en el sòl arrossegant-se sobre les seves pseudopotes. Aquesta forma de locomoció és pròpia de l'escarabat verd de juny. Escarabats de juny esdevenen pupes en cèl·lules de fang de diversos centímetres sota terra durant uns divuit dies. La pupa marró, de la mateixa forma que l'adult, es converteix en verd metàl·lic (o marró cafè) just abans que l'adult emergeixi. Els adults apareixen com a escarabats a la fi de la primavera i en l'estiu.
Els adults mesuren 12 a 25 mm, les larves fins a 45 mm.

## Alimentació
Els escarabats adults s'alimenten de fulles i flors de molts arbres, arbustos i altres plantes. Poden causar danys significatius en grans concentracions. Les larves (conegudes com a gallina cega) s'alimenten de les arrels de gramínies (principalment blat de moro i sorgo) i altres plantes. Formen una de les principals plagues agrícoles a Amèrica.
Les larves blanques, que poden aconseguir 40-45 mm de llarg, esdevenen pupes sota terra en la tardor i emergeixen com a adults en la primavera següent. Per provar la presència d'aquests escarabats, xopant una àrea de gespa amb un líquid farà que les larves emergeixin a la superfície. Una indicació d'infestació és la presència d'aus, com a corbs, llevant l'herba per arribar a les larves. Les larves s'alimenten sota el sòl durant 3-4 anys abans de transformar-se en escarabats adults. Els escarabats adults són molt maldestres, tant en terra com en l'aire.

## Enemics naturals
Les mosques de la família Pyrgotidae són endoparasitoides dels escarabats i altres insectes relacionats. La femella de la mosca persegueix els escarabats en vol, posant un ou en el dors de l'escarabat sota els èlitres, on l'escarabat no pot arribar a ella. De l'ou surt la larva de la mosca que entra en la cavitat del cos de l'insecte, s'alimenta i, finalment, mata l'amfitrió abans de transformar-se en pupa. Moltes famílies de vespes alimenten les seves larves amb les larves de Phyllophaga, incloent-hi Pelecinidae, Scoliidae i Tiphiidae.

## Taxonomia
N'hi ha 840 espècies. Es distingeixen les següents:
- Phyllophaga affabilis
- Phyllophaga balia
- Phyllophaga bipartita
- Phyllophaga calceata
- Phyllophaga congrua
- Phyllophaga corrosa
- Phyllophaga crassissima
- Phyllophaga crenulata
- Phyllophaga crinita
- Phyllophaga delata
- Phyllophaga drakii
- Phyllophaga ephilida
- Phyllophaga forsteri
- Phyllophaga foxii
- Phyllophaga fraterna
- Phyllophaga fusca
- Phyllophaga futilis
- Phyllophaga glabricula
- Phyllophaga hirsuta
- Phyllophaga hirticula
- Phyllophaga hirtiventris
- Phyllophaga hornii
- Phyllophaga ilicis
- Phyllophaga implicita
- Phyllophaga inepta
- Phyllophaga knochii
- Phyllophaga lodingi
- Phyllophaga longitarsa
- Phyllophaga luctuosa
- Phyllophaga nebulosa
- Phyllophaga nr. fraterna MP-2009
- Phyllophaga paternoi
- Phyllophaga pearliae
- Phyllophaga pleei
- Phyllophaga praetermissa
- Phyllophaga profunda
- Phyllophaga prunina
- Phyllophaga pseudofloridana
- Phyllophaga rubiginosa
- Phyllophaga sp. BYU ACCO040
- Phyllophaga sp. JAR-2003
- Phyllophaga spreta
- Phyllophaga submucida
- Phyllophaga subtonsa
- Phyllophaga tecta
- Phyllophaga coca